# Caspar Wintermans
Caspar Wintermans (24 mei 1966) is een Nederlands schrijver, die zich onder meer toelegt op lgbt-thema's, waaronder Lord Alfred Douglas of de Franse dandy Jacques d'Adelswärd-Fersen.

## Biografie
Caspar Wintermans ging naar het Aloysius College in Den Haag en studeerde kunstgeschiedenis en archeologie in Leiden. Hij is een kenner van het werk van Lord Alfred Douglas (1870-1945) die vooral bekend werd wegens zijn relatie met de Ierse schrijver Oscar Wilde (1854-1900). Wintermans publiceerde in 1999 zijn biografie van Alfred Douglas waaraan ook een keuze uit de gedichten was toegevoegd. Deze biografie werd vertaald in het Duits (2001) en in het Engels (2007). De Engelse uitgave is een herziene en uitgebreide versie van de Nederlandse.
In 2003 publiceerde hij de tot dan toe onbekende brieven van Louis Couperus en diens vrouw Elisabeth Couperus-Baud aan Oscar Wilde.
In 2021 kwam Wintermans' boek uit over de affaire rond de Franse dichter-schrijver Jacques d'Adelswärd-Fersen, die op verdenking van het organiseren van Grieks-Romeinse feesten anno 1903 gearresteerd werd.